# Pétanque au Bénin

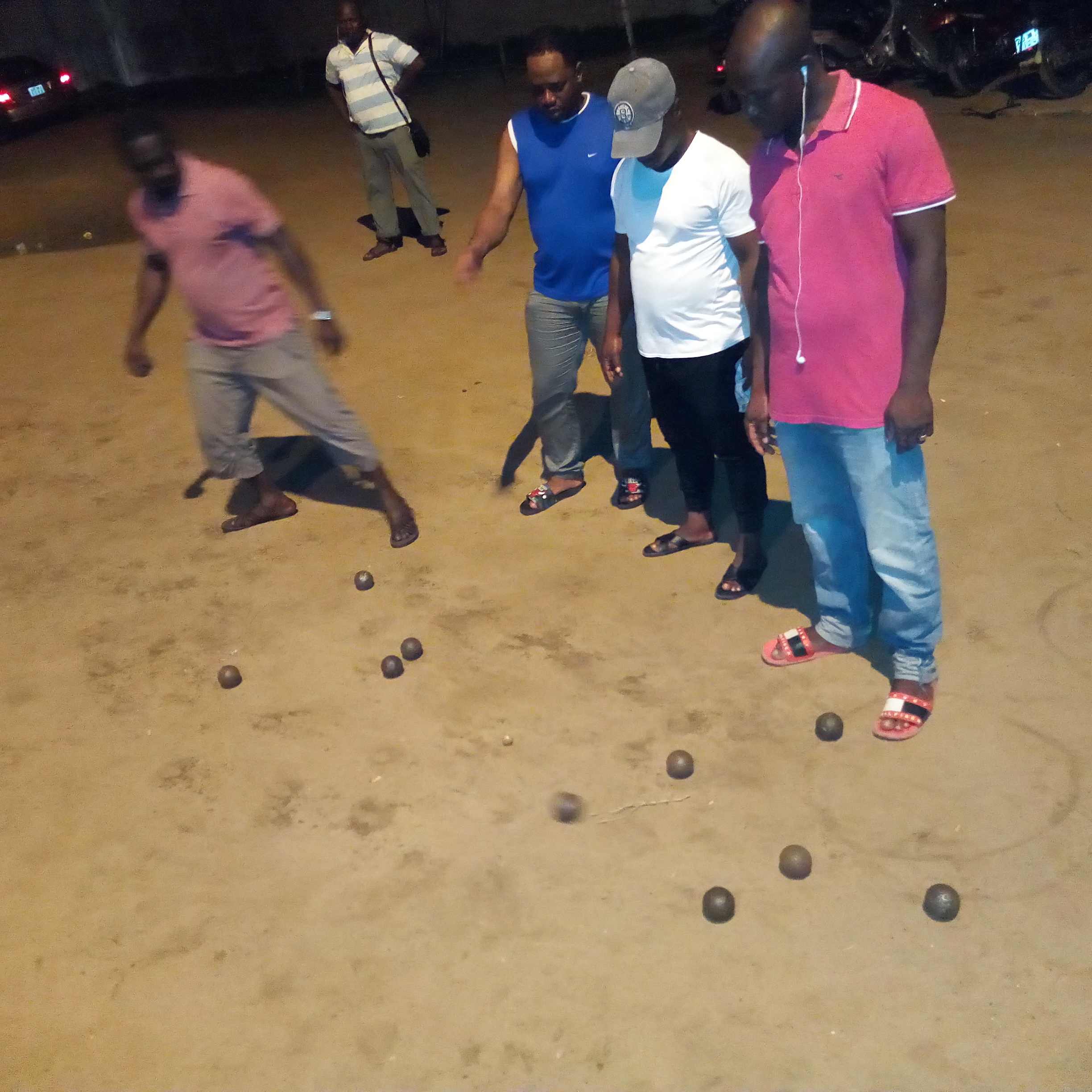
Partie de pétanque au Bénin.

La pétanque est un sport apprécié au Bénin et le seul sport à lui rapporter des titres mondiaux.

## Historique
La pétanque est une discipline importée par des Marseillais lors de la colonisation française du Bénin et d'abord réservée aux fonctionnaires béninois avant de se démocratiser.
En 2004, le pays fonde sa fédération de pétanque.
Lors des épreuves de pétanque aux Jeux africains de 2015, le Bénin se place deuxième des triplettes avec une équipe constituée de Ligali Latédjou, Issaka Razac et Marcel Bio.
En 2016, le Bénin se place deuxième aux Championnats du monde de pétanque avec son équipe nationale surnommée les Écureuils Boulistes, en battant la France en demi-finale. L'équipe est composée de Alain Latedjou, Ronald Bottre, Marcel Bio et Régis Simba.
En 2021, le Bénin perd les Championnats du monde de pétanque en huitièmes de finale contre le Sénégal mais remporte la Coupe du monde des nations de pétanque en battant le Luxembourg en finale,,. Le 4 décembre 2021, les autorités béninoises ouvrent une école privée de sport-études de pétanque, incluant une section pour les arbitres, à Agori-Djadjo. Il s'agit du premier complexe du genre au monde, bien que la Thaïlande ait une offre similaire.
En décembre 2022, le pays accueillera les championnats du monde.
En septembre 2023, le Bénin devient Champion du Monde en Doublette Mixte lors des 50è Championnats du Monde de Pétanque dont il est l'organisateur et remporte sa première Médaille d'Or. La Place de L'Amazone accueille la compétition du 09 au 17 septembre 2023 et connait la participation de 38 pays dont 17 provenant d'Afrique. 
Le 22 Février 2024, à la suite du classement officiel publié par la Fédération Internationale de Pétanque et des Jeux Provençaux, le Bénin rejoint les cinq meilleures nations dans cette discipline sportive.

## Organisation
La Fédération béninoise de pétanque est fondée en 2004 et dirigée par Idrissou Ibrahima. Elle organise les compétitions nationales et les matchs internationaux de l'équipe béninoise.
L'équipe nationale est surnommée les Écureuils Boulistes.

## Pratique
La pratique se fait généralement sur des boulodromes improvisés dans les rues.
La pétanque est le seul sport qui ramène des titres sportifs mondiaux au Bénin.